# Contrabbasso
Il contrabbasso è uno strumento musicale della famiglia dei cordofoni ad arco. È nato nel XVI secolo in Europa; il suono viene prodotto tramite l'attrito sulle corde del crine di cavallo montato su una bacchetta di legno, detta archetto, mentre nel jazz e in altri generi popolari viene suonato quasi esclusivamente pizzicando le corde con le dita della mano.
È lo strumento con il suono più grave di tutti gli archi (se si esclude il rarissimo ottobasso): le quattro corde producono rispettivamente dalla più acuta alla più grave le note Sol-Re-La-Mi, in accordatura da orchestra. Esistono anche altre accordature quali quella da solista (consistente nell'alzare l'intonazione delle corde di un tono) e quella viennese (La1, Fa♯1, Re1, La−1). Seguendo questo schema le corde del contrabbasso sono:
| Corda | accordatura standard | accordatura da solista | accordatura viennese |
| ----- | -------------------- | ---------------------- | -------------------- |
| 1ª    | Sol1                 | La1                    | La1                  |
| 2ª    | Re1                  | Mi1                    | Fa♯1                 |
| 3ª    | La−1                 | Si−1                   | Re1                  |
| 4ª    | Mi−1                 | Fa♯−1                  | La−1                 |

Esistono anche contrabbassi a cinque corde, dove la corda più grave è generalmente un Do−1 o un Si−2.
La cassa armonica del contrabbasso è lunga normalmente circa 115 cm.
In orchestra il contrabbasso ha raramente una funzione solistica per via del suo suono estremamente grave. Ha però una funzione indispensabile nell'unire i suoni e dare sostegno agli strumenti acuti ed è lo strumento che, di solito, tiene il basso armonico della melodia dell'orchestra. Il contrabbasso è l'unico strumento ad arco che si può trovare in organico e in partitura nelle bande da concerto, wind band e orchestre a fiati ad organico sinfonico.

## Le origini
Una delle prime testimonianze sull'uso del contrabbasso è data dal quadro Nozze di Cana (1562-63) di Veronese in cui Tiziano è raffigurato mentre suona un contrabbasso. Monteverdi nel 1608 richiede un "basso di viola".
Inizialmente il contrabbasso serviva solo a raddoppiare la viola da gamba (o il violoncello) all'ottava bassa. Successivamente e in particolare nel periodo in cui fu attivo Beethoven grazie a virtuosi (Michele Berini e Domenico Dragonetti) il contrabbasso si svincola dalla mera funzione d'accompagnamento per raggiungere, con Giovanni Bottesini, le più alte vette espressive.
Le accordature e il numero delle corde variano in tutta Europa fino alla fine dell'Ottocento.
Nella zona tedesca si utilizzava principalmente il contrabbasso a quattro corde, mentre in Italia era più usato quello a tre corde, dal suono più melodioso ma con il difetto di avere un'estensione molto limitata in senso discendente. Il contrabbasso più utilizzato divenne quello a quattro corde perché i più grandi compositori del tempo erano tedeschi o austriaci (per esempio Mozart, Haydn e Beethoven). Nelle loro composizioni utilizzavano il contrabbasso a quattro corde principalmente perché nella loro zona era il più suonato.
Richard Wagner e altri scrissero nelle loro opere anche musiche orchestrali in cui si prescriveva l'uso del basso a cinque corde (strumento di origine nordica), ancora oggi saltuariamente utilizzato.
Oggigiorno gran parte dei contrabbassi usati in orchestra è dotata di una prolunga per la quarta corda: la tastiera viene allungata in parte al riccio in modo da potere scendere fino a un Do0 (nel caso di un'accordatura "standard"). Dato che la presenza delle chiavi renderebbe difficile posizionare correttamente la mano sinistra atta a esercitare contropressione, la corda viene in quella zona premuta tramite leveraggi azionati dal musicista grazie a una pulsantiera. Questa soluzione permette di ampliare l'estensione dello strumento verso il grave senza dovere modificare l'accordatura o usare una quinta corda, cosa che implica profonde differenze costruttive ed esecutive dai modelli più diffusi.

## L'arco
Vi sono normalmente due tipi d'arco per contrabbasso, detti "alla francese" e "alla tedesca". Il primo si impugna tenendo la mano con il dorso rivolto verso l'esterno e presenta il nasetto (parte impugnata) più piccolo dell'arco tedesco, che invece si tiene con il palmo verso l'esterno e il dito anulare all'interno del tallone.
L'arco francese, che fu in realtà studiato nelle sue proporzioni dall'italiano Dragonetti, permette di dosare la pressione sulle corde in maniera più accurata e dolce, di avere un miglior rimbalzo nella tecnica del balzato e tremoli in punta d'arco più facili da eseguire; quello tedesco garantisce possibilità d'attacco alla corda estremamente incisive, un miglior controllo del suono anche in punta d'arco (dove la forza applicabile è naturalmente minore) e potenza di suono maggiore.
Il legno più diffuso per la costruzione della bacchetta è il pernambuco; essa può essere a sezione tonda od ottagonale. Il nasetto è di norma in ebano, chiuso da un inserto di madreperla, spesso decorato con inserti anch'essi in madreperla i quali avevano originariamente la funzione di indicare la qualità della fattura dell'arco mediante la finitura di questi particolari.
I crini possono anche essere di materiale sintetico, ma sono tradizionalmente più apprezzati quelli di origine animale (cavallo maschio) e possono essere bianchi, neri o misti. La tensione dei crini viene regolata dal musicista tramite una vite posta in fondo alla bacchetta.
Rispetto agli archi degli altri strumenti ad arco, quello del contrabbasso è più robusto e con maggior larghezza del crine, ma leggermente più corto.

## Ruoli da protagonista
Brano molto famoso è L'elefante in Il carnevale degli animali, opera di Camille Saint-Saëns.
Nella prima metà del XX secolo il contrabbassista italiano Isaia Billé fu l'autore di un metodo didattico in sei corsi per contrabbasso e varie composizioni sia per orchestra che per solista:
- Concerto in La maggiore per contrabbasso e orchestra
- Concerto in Sol maggiore per contrabbasso e pianoforte
- 18 studi per contrabbasso d'orchestra a 4 e 5 corde
- 24 capricci per contrabbasso e pianoforte
- 24 studi-capricci per contrabbasso a 4 corde
- 6 studi caratteristici per contrabbasso a 4 corde

Tra i virtuosi di contrabbasso va menzionato Sergej Aleksandrovič Kusevickij. La sua produzione comprende un concerto per contrabbasso, una composizione importante, decisiva per la letteratura di questo strumento, ampiamente rivalutato a partire dalla scuola russa, via via per tutto il Novecento e le scuole contemporanee. La forma ciclica è tipica del linguaggio novecentesco: il primo movimento viene ripreso quasi interamente dal terzo, con la seconda parte lenta nel centro, cuore dell'intera composizione.

## Sviluppo nel jazz

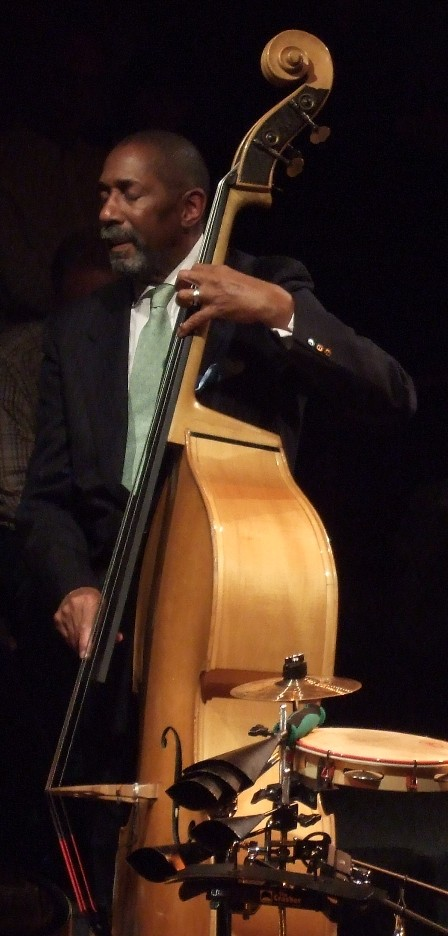
Il contrabbassista jazz Ron Carter

Nel corso del XX secolo il contrabbasso ha trovato un naturale campo di sviluppo espressivo nella musica dei neri d'America, ossia nel blues e nel jazz. Soprattutto in quest'ultimo genere musicale il contrabbasso ha trovato la possibilità di elevarsi, da strumento di mero accompagnamento e sostegno armonico, a vero e proprio strumento solista. Inoltre, sempre nel jazz si è andato sviluppando lo stile tipico di accompagnamento con il contrabbasso: il walking bass.
Il nome di questo stile deriva dalla particolare suggestione offerta dalla linea del contrabbasso: le note sembrano seguirsi l'una dopo l'altra così come i piedi che si alternano quando si cammina (to walk, in lingua inglese, significa camminare).
In campo jazzistico solitamente il contrabbassista domina sia il walking che l'improvvisazione solistica, ma questo non comporta che il contrabbassista si esibisca in solismi durante ogni brano eseguito, così come non sempre egli accompagnerà in walking gli altri musicisti, preferendo altri modi di accompagnamento (anche se questa è un'eccezione alla regola).
Tra i migliori contrabbassisti del jazz troviamo Richard Davis, Jimmy Blanton, Charlie Haden, Paul Chambers, Ron Carter, Niels-Henning Ørsted Pedersen, Milt Hinton, Oscar Pettiford, Ray Brown, Sam Jones, Red Callender, Dave Holland, John Patitucci.
Un posto d'onore va riservato a una figura particolare: Charles Mingus, compositore, pianista, genio riconosciuto del jazz e da molti considerato il migliore contrabbassista nella storia di questo genere musicale, come riportato nella nota di copertina da Peggio di un bastardo, autobiografia di Charles Mingus.
Sembra giusto ricordare, per l'estrema dolcezza del suono e per la profonda sensibilità musicale, il contrabbassista nordico Lars Danielsson così come, fra i trio più famosi e sensibili del jazz moderno, Scott LaFaro del trio di Bill Evans, Gary Peacock del trio di Keith Jarrett e il talentuoso ed estrosissimo Dan Berglund dell'E.S.T.